# Hyalobathra intermedialis
Hyalobathra intermedialis là một loài bướm đêm trong họ Crambidae.